# العلاقات الأرجنتينية السورينامية
العلاقات الأرجنتينية السورينامية هي العلاقات الثنائية التي تجمع بين الأرجنتين وسورينام.

## مقارنة بين البلدين
هذه مقارنة عامة ومرجعية للدولتين:
| وجه المقارنة                                              | الأرجنتين                                               | سورينام                        |
| --------------------------------------------------------- | ------------------------------------------------------- | ------------------------------ |
| المساحة (كم2)                                             | 2.78 مليون                                              | 163.27 ألف                     |
| عدد السكان (نسمة)                                         | 44.27 مليون                                             | 563.40 ألف                     |
| الكثافة السكانية (ن./كم²)                                 | 15.92                                                   | 3.45                           |
| العاصمة                                                   | بوينس آيرس                                              | باراماريبو                     |
| اللغة الرسمية                                             | اللغة الإسبانية                                         | اللغة الهولندية                |
| العملة                                                    | البيزو الأرجنتيني 1983 ‏، بيزو أرجنتيني، أسترال أرجنتيني | دولار سورينامي، غيلدر سورينامي |
| الناتج المحلي الإجمالي (بليون دولار)                      | 637.59 مليار                                            | 3.32 مليار                     |
| الناتج المحلي الإجمالي (تعادل القوة الشرائية) بليون دولار | 883.02 مليار                                            | 9.07 مليار                     |
| الناتج المحلي الإجمالي الاسمي للفرد دولار أمريكي          | 13.43 ألف                                               | 9.48 ألف                       |
| الناتج المحلي الإجمالي للفرد دولار أمريكي                 |                                                         | 16.64 ألف                      |
| مؤشر التنمية البشرية                                      | 0.827                                                   | 0.714                          |
| رمز المكالمات الدولي                                      | +54                                                     | +597                           |
| رمز الإنترنت                                              | .ar                                                     | .sr                            |
| المنطقة الزمنية                                           | 00                                                      | 00                             |

## منظمات دولية مشتركة
يشترك البلدان في عضوية مجموعة من المنظمات الدولية، منها:
| علم المنظمة | اسم المنظمة                                                          | تاريخ انضمام الأرجنتين | تاريخ انضمام سورينام |
| ----------- | -------------------------------------------------------------------- | ---------------------- | -------------------- |
|             | المنظمة الهيدروغرافية الدولية                                        | ?                      | ?                    |
|             | يونسكو                                                               | 15 سبتمبر 1948         | 16 يوليو 1976        |
|             | مؤسسة التمويل الدولية                                                | 13 أكتوبر 1959         | 1 سبتمبر 2011        |
|             | منظمة حظر الأسلحة الكيميائية                                         | ?                      | ?                    |
|             | الأمم المتحدة                                                        | 24 أكتوبر 1945         | 4 ديسمبر 1975        |
|             | الاتحاد الدولي للاتصالات                                             | 1889                   | 15 يوليو 1976        |
|             | منظمة الشرطة الجنائية الدولية                                        | ?                      | ?                    |
|             | البنك الدولي للإنشاء والتعمير                                        | 20 سبتمبر 1956         | 27 يونيو 1978        |
|             | الاتحاد البريدي العالمي                                              | ?                      | ?                    |
|             | وكالة ضمان الاستثمار متعدد الأطراف                                   | 11 فبراير 1992         | 2 يوليو 2003         |
|             | وكالة حظر الأسلحة النووية في أمريكا اللاتينية ومنطقة البحر الكاريبي ‏ | ?                      | ?                    |
|             | منظمة التجارة العالمية                                               | ?                      | ?                    |
|             | اتحاد دول أمريكا الجنوبية                                            | ?                      | ?                    |

## وصلات خارجية
- موقع وزارة الخارجية الأرجنتينية
- موقع وزارة الخارجية السورينامية